# Saint-André-sur-Vieux-Jonc
Saint-André-sur-Vieux-Jonc är en kommun i departementet Ain i regionen Auvergne-Rhône-Alpes i östra Frankrike. Kommunen ligger  i kantonen Péronnas som ligger i arrondissementet Bourg-en-Bresse. Kommunens areal är 24,22 km². År 2022 hade Saint-André-sur-Vieux-Jonc 1 216 invånare.

## Befolkningsutveckling
Antalet invånare i kommunen Saint-André-sur-Vieux-Jonc
Referens: INSEE